# LG ER20 sorozat

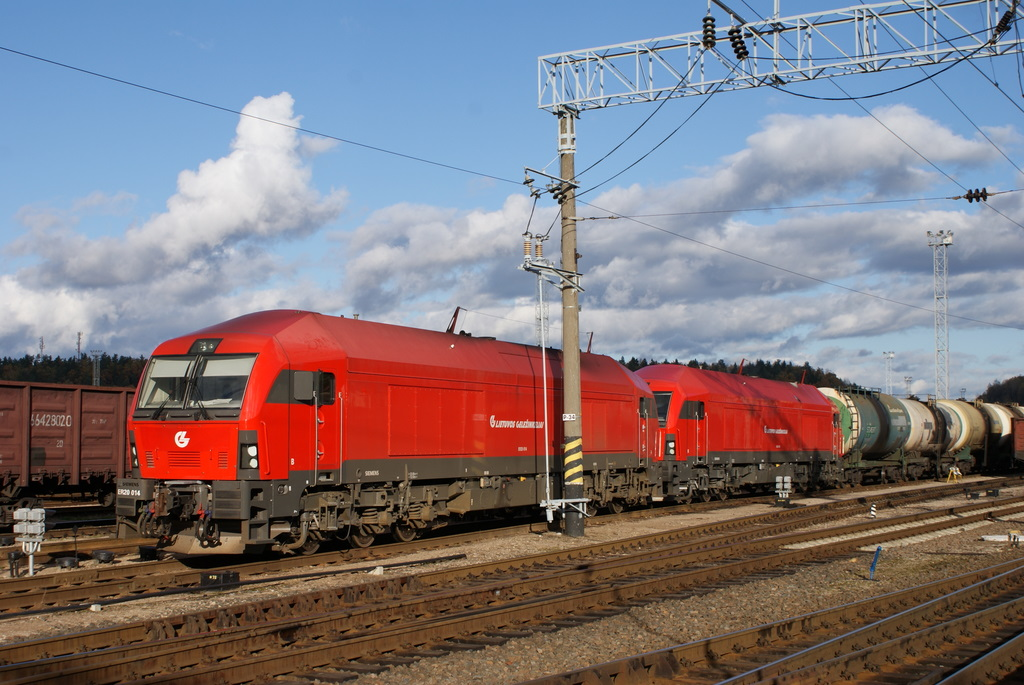
Két mozdony szinkronüzemben

A LG ER20 sorozat egy litván tehervonati dízelmozdony. A Siemens cég gyártotta 2007 és 2009 között a Litván Vasutaknak. Összesen 44 db (34 + 10) készült belőle. A mozdony a Siemens Eurorunner mozdonycsaládjába tartozik, akárcsak az Osztrák Szövetségi Vasutak 2016 („Hercules”) mozdonya.

## Jellemzése
A mozdony legfőbb felhasználási helye az Oroszországot Kalinyingráddal és Klaipeda keleti-tengeri kikötővel összekötő korridor lesz. Ez a 138 tonnás jármű Európa egyik legsúlyosabb lokomotívja, és páros vontatásban akár 6000 tonnás szerelvényeket is el tud vontatni. Az országban korábban használatos mozdonyok legfeljebb 4000 tonnával voltak képesek megbirkózni. Az üzemanyag-felhasználás tekintetében a ER20 CF akár 40%-kal is takarékosabb, mint a más szállítóktól származó idősebb mozdonyok. Az Eurorunner-családba négy- és hattengelyes mozdonyok tartoznak. Négytengelyes testvérei már az osztrák szövetségi vasútnál, a hongkongi Kowloon-Canton-Railwaysnél, valamint egyéb német és osztrák magán-vasúttársaságnál teljesítenek szolgálatot.

## Opciók
Az eredeti 2005 ben kötött szerződés 34 darabos megrendelést tartalmazott, továbbá egy 10 darabos opciót is, melyet a litván vasút 2009-ben hívott le, így további tíz ER20 CF típusú tehervonati mozdonyt rendelt a Siemens Mobility divíziójától. A teszteket és a karbantartási alkatrészeket is magában foglaló rendelés-érték 35 millió eurót tesz ki. 2010 májusa és szeptembere között havonta két jármű szállítása történik meg.